# AIM-82
AIM-82 — amerykański kierowany pocisk rakietowy klasy powietrze-powietrze, projektowany dla nowego amerykańskiego myśliwca przewagi powietrznej F-15 Eagle i mający zastąpić dotychczas użytkowane AIM-9 Sidewinder.
W 1969 USAF rozpoczęły program rozwojowy nowego myśliwca przewagi powietrznej F-15 Eagle oraz nowych pocisków rakietowych mających stanowić jego uzbrojenie. Użytkowane ówcześnie pociski krótkiego zasięgu AIM-9 Sidewinder naprowadzane na podczerwień musiały być wystrzeliwane w taki sposób, aby znaleźć się w tylnej półsferze celu. Nowe pociski miały mieć możliwość odpalenia pod każdym kątem do celu oraz zdolność wystrzel i zapomnij (ang. fire-and-forget), umożliwiającą oddalenie się samolotu F-15 zaraz po wystrzeleniu pocisku.
W 1970 wytypowano trzy firmy General Dynamics, Hughes Aircraft i Philco-Ford jako potencjalnych dostawców pocisku i zlecono im rozwój tej broni, ale już we wrześniu tego roku program został zamknięty. Głównym powodem rezygnacji z AIM-82 było istnienie równoległego programu pocisku krótkiego zasięgu AIM-95 Agile prowadzonego przez US Navy jako uzbrojenie dla myśliwca floty Grumman F-14 Tomcat. Pomimo rywalizacji US Navy i USAF budowę dwóch pocisków spełniających te same role uznano za niecelową dając pierwszeństwo projektowi marynarki. Ostatecznie projekt AIM-95 również został wstrzymany, a w zamian przeprowadzono modernizację wypróbowanych pocisków AIM-9 Sidewinder, które w kolejnej wersji są użytkowane do dziś.
Ze względu na przerwanie programu rozwojowego AIM-82 we wczesnym stadium nie zostały sprecyzowane założenia projektowe i parametry nowego pocisku.